# 南凤高速公路
南昌－凤凰高速公路，中国国家高速公路网编号为G6023，起点在南昌，途经高安、万载、长沙、娄底、溆浦，终点在凤凰。

## 分段介绍

### 上栗至宁乡段
该段起点位于湘赣界的长沙浏阳市大瑶镇，对接 浏洪高速公路，经长沙市雨花区、天心区、岳麓区，株洲石峰区、荷塘区，湘潭市雨湖区、韶山市、湘乡市，止于长沙市宁乡市灰汤镇。其中 浏洪高速与 武深高速路段的34公里路段采用双向四车道设计，设计时速100公里每时，而剩余的103公里则采用双向六车道标准设计，设计时速120公里每时。全线总投资290亿元。该段目前出于设计阶段。

### 宁乡至溆浦段
该段可能包括已经建成的长韶娄高速、龙琅高速公路。

### 溆浦至凤凰段
该段起于怀化市辰溪县锦滨镇，对接 沅辰高速，向西接入 包茂高速和 杭瑞高速。该段全长约60公里，采用双向四车道高速公路标准建设，设计速度100公里每时。预计投资约103亿元。该段目前出于设计阶段。